# Desmiphora intonsa
Desmiphora intonsa là một loài bọ cánh cứng trong họ Cerambycidae.